# Fährhafen Sassnitz
Fährhafen Sassnitz (Mukran Port) er en havn beregnet til færgetrafik i bydelen Mukran i byen Sassnitz ved Prorer Wiek i den østlige del af øen Rügen. På grund af havnens beliggenhed ved Østersøen er færgelinjerne der afgår herfra til hhv. Sverige, Litauen og Rusland de korteste forbindelser via åbent hav fra Tyskland.
Fährhafen Sassnitz er den største havn for jernbanefærger i Tyskland, der desuden som den eneste råder over et omsporingsanlæg af togvogne til det russiske bredspor.
Det sidste stykke tid har havnens eneste funktion jernbanemæssigt været overførsel af nattoget mellem Berlin og Malmö.

## Linjetrafik
Fra Fährhafen Sassnitz har der udgået følgende linjetrafik gennem tiden:
- mod Trelleborg i Sverige (Königslinie); een gang dagligt med jernbanefærgen Sassnitz fra rederiet Stena Line
  - Denne rute lukkede i 2020 grundet coronakrisen.[1]
- mod Rønne på Bornholm; året rundt med M/F Hammershus og M/F Povl Anker fra rederiet Bornholmslinjen[2]
  - Denne rute sejler stadig.
- mod Klaipėda i Litauen; tre gange om ugen; jernbanefærgerne Kaunas Seaways og Vilnius Seaways fra rederiet DFDS Seaways[3]
  - Denne rute lukkede i 2013 grundet nye svovlregler om brændstof i skibe.[4]
- mod Sankt Petersburg i Rusland via Ventspils i Letland; én gang om ugen; færger fra rederiet Finnlines[5]
- mod Ust-Luga i Rusland; én gang om ugen; jernbanefærge Petersburg fra rederiet BFI[6]